# 吉條英希
吉條 英希（よしじょう ひでき、1966年（昭和41年）10月24日 - ）は、関西テレビのコンテンツビジネス局専門局長。

## 人物・略歴
- 神戸大学経営学部卒業後、1990年に関西テレビに入社。大学時代には松竹芸能に所属してタレント活動をしており、ABCテレビ『9年9組つるべ学級』やMBSラジオのMBSヤングタウンに出演していた[1]。

- 人事部、報道部を経て制作部へ異動。
- 過去に『たかじん胸いっぱい』のディレクターを務めるほか、1998年にスタートした『いつでも笑みを!』ではディレクターを経て、プロデューサー・演出を務めた。
- 2004年10月から東京支社に異動。ドラマ『マザー&ラヴァー』のプロデューサーを務めて以来、数々のドラマを担当するほか、2005年10月から『さんまのまんま』のプロデューサーを務めている。
- 2007年公開映画「アンフェア the movie」で映画プロデューサーデビュー。
- 2011年4月頃から編成制作局制作センター副部長兼プロデューサーに昇進。
- 2013年6月頃から制作局制作部長に昇進。
- 2018年6月頃からコンテンツビジネス局映画事業部長に昇進。
- 2023年6月現在コンテンツビジネス局専門局長兼エグゼクティブ・プロデューサーに昇進。

## 過去の担当番組

### テレビドラマ
- マザー&ラヴァー（プロデューサー）
- 曲がり角の彼女（プロデューサー）
- アンフェア（プロデューサー）
- ヒミツの花園（プロデューサー）
- スワンの馬鹿! 〜こづかい3万円の恋〜（プロデューサー）
- モンスターペアレント（プロデューサー）
- 白い春（プロデューサー）
- まっすぐな男（プロデューサー）
- ギルティ 悪魔と契約した女（チーフプロデューサー）
- 極限夫婦（エグゼクティブ・プロデューサー）
- 社内処刑人〜彼女は敵を消していく〜（エグゼクティブ・プロデューサー）

### バラエティ番組
- たかじん胸いっぱい（ディレクター）
- いつでも笑みを!（ディレクター⇒プロデューサー・演出）
- さんまのまんま（プロデューサー）